# Gorzów Śląski
Gorzów Śląski è un comune urbano-rurale polacco del distretto di Olesno, nel voivodato di Opole.
Ricopre una superficie di 154,12 km² e nel 2006 contava 7 693 abitanti.